# Horgenäs gyl
Horgenäs gyl är en sjö i Alvesta kommun i Småland och ingår i Mörrumsåns huvudavrinningsområde.